# Gustav Benz

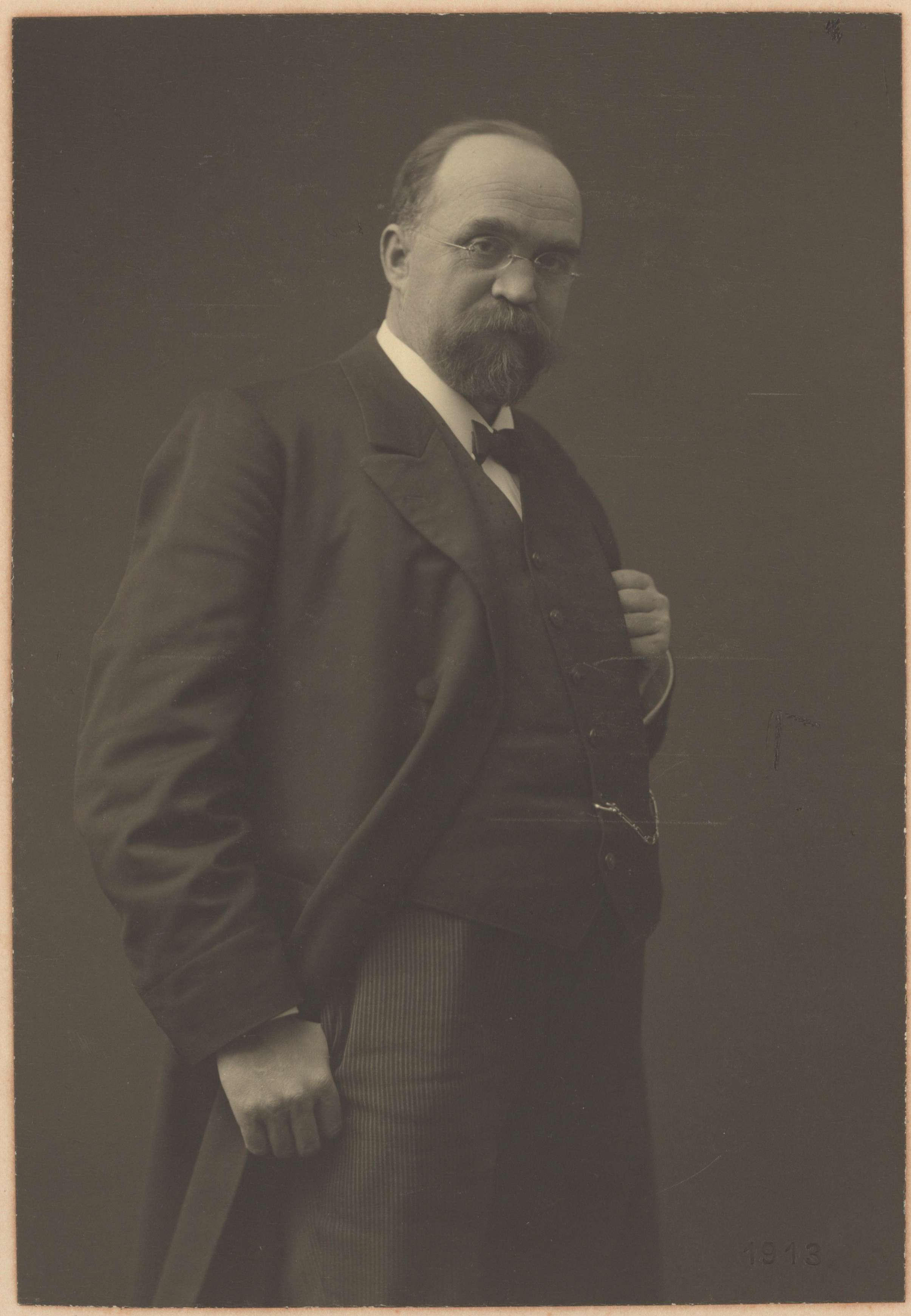
Gustav Benz (1913)

Gustav Benz (* 2. August 1866 in Fischingen TG; † 25. Januar 1937 in Basel) war ein Schweizer Pfarrer, Prediger und Seelsorger.

## Leben
Gustav Benz war Sohn des Müllers Kaspar Benz und der Karoline Benz geborene Wipf. Er absolvierte sein Theologiestudium in Basel, Marburg, Berlin und Zürich. Während dieser Zeit war er Mitglied des Schweizerischen Zofingervereins. Bereits in seiner Zeit als Student hielt er Predigten und Vorträge. Zwischen 1890 und 1894 war Gustav Benz als Pfarrer in Wagenhausen tätig. Ab 1894 war er in Basel Sekretär des von pietistischen Unternehmern gegründeten Evangelischen Arbeitervereins. In dieser Funktion entfaltete er unter dem Proletariat eine vielfältige Fürsorgetätigkeit. Er setzte sich für die in Gang kommende Sozialpolitik, zum Beispiel für die Schaffung einer staatlichen Arbeitslosenkasse ein, deren Gründer und Präsident er bis 1919 war. Zudem bemühte er sich um die Einführung des arbeitsfreien Samstagnachmittags und ein neues Fabrikgesetz sowie für den Bau billiger Arbeiterwohnungen. Er kümmerte sich um die Gründung von Kinderkrippen sowie von Hauspflege- und Krankenvereinen und vieles andere mehr.
1897 wurde er als Pfarrer in die neu gebaute Basler Matthäuskirche berufen.
Gustav Benz galt als einer der berühmtesten Prediger und Seelsorger seiner Zeit. 1917 verlieh ihm die Universität Marburg den Ehrendoktor-Titel. Ihm zu Ehren wurde ein Alten- und Pflegeheim in Basel nach ihm benannt.

## Werke
- Wohin sollen wir gehen? (1900)
- In der Gewalt Jesu (1905)
- Vom Leben erfaßt (1908)
- Unser Vater, unsere Brüder (1913)
- Dennoch bei Gott (1916)
- Jesus, der Weg (1922)
- Von Christus ergriffen (1922)
- Vom Anfang aller Dinge (1925)
- Sieben Spiegel für unsere Gemeinden (1926)
- Ich bin der Herr, dein Gott (1929)
- Herr, lehre uns beten (1934)
- Das allein hilft (1935)